# Нумеа-Мажента (аэропорт)
Аэропорт Нумеа-Мажента́ (англ. Nouméa Magenta Airport, фр. l'Aéroport de Nouméa Magenta, (ИАТА: GEA, ИКАО: NWWM)) — аэропорт внутренних авиалиний столицы Новой Каледонии города Нумеа, расположенный в городской застройке в 3 километрах от центра города.
В Нумеа-Мажента расположена штаб-квартира авиакомпании Air Caledonie, компания выполняет из аэропорта рейсы в удалённые населённые пункты и по островам Новой Каледонии. В аэропорту базируется частная авиация и совершаются чартерные рейсы. В 2009 году аэропортом воспользовалось 372,581 пассажиров.